# ليبنسراوم فنلندا
ليبنسراوم فنلندا هو كتاب دعائي فنلندي صدر عام 1941 تم نشره لدعم أيديولوجية فنلندا الكبرى. كتبه العالم الجغرافي  فاينو أور والمؤرخ إينو جوتيكالا والمؤرخ الإثني كوستا فيلكونا الذين عملوا في قسم الدعاية والمعلومات في فنلندا. تم إضافة الأفكار الاشتراكية القومية لاحقًا إلى البرنامج النصي بواسطة Yrjö von Grönhagen، وهو ملحق عسكري فنلندي ذو عقلية نازية في برلين .

## خلفية

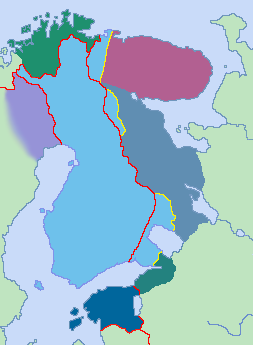
خريطة فنلندا الكبرى. فنلندا الحديثة والأراضي المفقودة لصالح الاتحاد السوفيتي من 1940-1944 باللون الأزرق الفاتح. تشمل فنلندا الكبرى بعض أو جميع الأراضي الفنلندية السابقة. تشمل الصورة حدود فنلندا بموجب معاهدة تارتو ومعاهدات باريس للسلام لعام 1947.
كاريليا الشرقية

كانت فكرة الكتاب هي محاولة الإثبات علمياً أن شرق كاريليا وإنجيرمانلاند جزء طبيعي من فنلندا من خلال جغرافيتهما وتاريخهما وثقافتهما وإضفاء الشرعية على اندماجهما في فنلندا بعد فوز ألمانيا في الحرب العالمية الثانية. تم تحديد الحدود الشرقية الجديدة لفنلندا لتبدأ من خليج فنلندا وتمتد عبر بحيرتي لادوغا وأونيغا إلى خليج أونيجا في البحر الأبيض. التكيف غير منشورة من الكتاب واردة أيضا في المناطق السكنية في قومية كفينفي مقاطعة النرويجية فينمارك.